# ژان-فری ربل
ژان-فِری رِبِل (به فرانسوی: Jean-Féry Rebel)‏ (۱۸ آوریل ۱۶۶۶ – ۲ ژانویهٔ ۱۷۴۷) آهنگ‌ساز نوآور و نوازندهٔ ویولن در دورهٔ باروک اهل فرانسه بود.
او از شاگردان ژان-بتیست لولی، آهنگساز دربارِ لوئی چهاردهم، بود.